# تیم ملی والیبال زنان اکوادور
تیم ملی والیبال زنان اکوادور تیم ملی والیبال زنان کشور اکوادور است.